# کتاب جادو

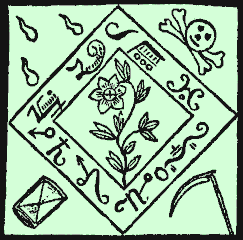
طرحی برای یک تعویذ از کتاب جوجه سیاه ^{La poule noire}، از جادونامه‌های سده هیجدهم فرانسه. منظور از این طرح «احضار» جن بوده است.

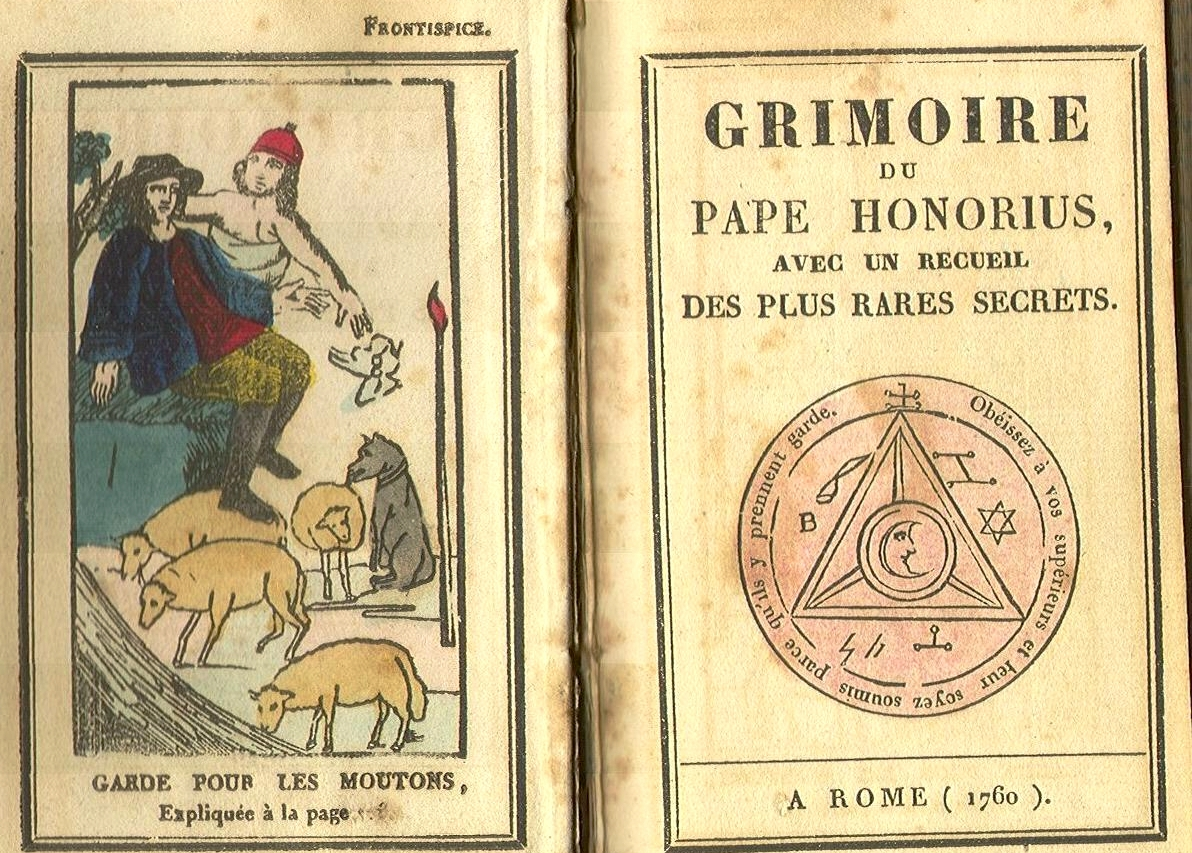
جادونامه پاپ هونوریوس سوم

جادونامه (در زبان‌های اروپایی: grimoire، تلفظ: گریموآر) به کتابی گفته می‌شود حاوی انواع دعانویسی و نسخه‌های سحر و جادو با هدف درمان بیماری‌ها، طلسم کردن دیوها و ارواح خبیث یا رفع طلسم از افراد، طالع‌بینی و دستورالعمل‌هایی برای تهیه تعویذ و ترتیب دادن طلسمات.
اهداف نسخه‌ها و ادعیه جادونامه‌ها معمولاً عبارتند از: شفای مردم و دام، جذب پول یا اموال، جذب یک شریک زندگی، کشتن فردی از راه دور، بیمار کردن افراد یا دچار کردن افراد به ناتوانی جنسی.

## پیشینه
کهن‌ترین نمونه جادونامه از شهر اوروک در میان‌رودان و به صورت لوح گلی به‌دست آمده است. آتارواودا یکی از چهار ودای آریایی‌های هند شامل مطالبی در مورد سحر و جادو است. پلینیوس بر این باور بود که نوشتن جادونامه از ابداعات زرتشت بود و بعد توسط کیمیاگر ایرانی، هوشتانه، به رشته تحریر درآمد. در اروپای سده‌های میانه، فروش جادونامه‌ها بیشتر در بازارهای سیاه مناطق روستایی فرانسه و انگلیس رواج داشت. بیشتر این جادونامه‌ها مجهول‌الهویه هستند و معمولاً به جای نام مؤلف نام فردی مشهور یا نام پاپ بر روی کتاب نوشته می‌شد و تاریخ چاپ آن هم قدیمی‌تر از تاریخ واقعی نوشته می‌شد تا ارزش کتاب بالا رود. جادونامه‌ها رفته رفته از رواج افتادند. در اروپا، هرچند پیرامون دهه ۱۹۰۰ با احیای غیب‌باوری این‌گونه کتاب‌ها هم مورد توجه برخی قرار گرفتند. پس از جنگ جهانی دوم بیشتر جادونامه‌ها تجدید چاپ شدند. از کتاب‌های سحر و جادو که در ایران تجدید چاپ می‌شود می‌توان به «کتاب اساطیر» آصف بن برخیا اشاره کرد.